# یوداموبا بوتچلی
یوداموبا بوتچلی گونه‌ای از سرده یوداموبا.
یوداموبا بوچلی یکی از انگل های آمیبی غیر بیماری زای ساکن روده بزرگ می باشد که در بسیاری از نقاط دنیا قابل مشاهده است. این آمیب به نام های آیوداموبا بوچلی، آیوداموبا بوتچلی در بعضی متون مشاهده می شود.
کیست یوداموبا بوچلی کروی تا بیضی شکل و اندازه آنها ۵ تا ۲۰ میکرومتر است. این ذرات تک هسته ای هستند و هسته آنها در گسترش های مرطوب بدون رنگ قابل مشاهده نیست. در لام های رنگ آمیزی دائمی مانند تری کروم، هسته حاوی یک کاریوزوم بزرگ و معمولاً خارج از مرکز است. گاهی ممکن است گرانول های آکروماتیک در اطراف کاریوزوم وجود داشته باشند.
یک ویژگی تشخیصی مهم برای این انگل وجود یک توده فشرده بزرگ واکوئل گلیکوژن در فرم های کیست است. اگرچه این توده در نمونه های مرطوب بدون رنگ قابل مشاهده است، اما در لام های آغشته به لوگول رنگ تیره تر و قهوه ای مایل به قرمز به خود می گیرد. واکوئل گلیکوژن با تری کروم رنگ نمی گیرد اما به صورت یک توده کاملاً مشخص قابل تشخیص است.
تروفوزوئیت های یوداموبا بوچلی ۸ تا ۲۰ میکرومتر و دارای یک هسته با یک کاریوزوم بزرگ که معمولاً در مرکز است و با گرانول های انکسار پذیر و بدون رنگ احاطه شده. زمینه سیتوپلاسم دانه ای و واکوئله می باشد و ممکن است حاوی باکتری، مخمر یا مواد دیگر باشد. حرکت در تروفوزوئیت های زنده کند است و به عنوان غیر پیشرونده توصیف می شود. تشخیص تروفوزوئیت های این انگل از اندولیمکس نانا دشوار است.